# جينفييف غروتجان فينستين
جينفييف ماري غروتجان فينستين (بالإنجليزية: Genevieve Grotjan Feinstein)‏ (30 أبريل 1913 - 10 أغسطس 2006) رياضية ومحللة شيفرات أمريكية. عملت لصالح جهاز استخبارات الإشارات خلال الحرب العالمية الثانية، وفي ذلك الوقت لعبت دورًا مهمًا في فك تشفير آلة الكتابة المشفرة اليابانية بوربل Purple، وعملت لاحقًا على مشروع فينونا في فترة الحرب الباردة.

## المهنة
اكتشفت فينستين ولعها بالرياضيات في سن مبكرة وطمحت بأن تصبح معلمة رياضيات حتى بداية الحرب العالمية الثانية، حين أتاح رئيس الولايات المتحدة فرانكلين روزفلت للنساء أن يشغلن أدوارًا غير قتالية في الجيش. اجتازت فينستين الاختبارات اللازمة لتصبح رياضية تابعة للحكومة في عام 1939، ووظّفها ويليام فريدمان لتعمل محللة شيفرات لصالح جهاز استخبارات الإشارات التابع للجيش (SIS). لمدة ثمانية عشر شهرًا، عملت فينستين مع محللي الشيفرات الآخرين في جهاز استخبارات الإشارات لفك تشفير الرمز المستخدم من قبل بوربل، آلة الكتابة المشفرة اليابانية،:p. 8 وفي نهاية المطاف لعبت دورًا مفصليًا في تحطيم الشيفرة في سبتمبر 1940 بإيجاد نمط دوري في الترميز. مكّن هذا من بناء آلة مماثلة من قبل جهاز استخبارات الإشارات الذي بدوره ساعد في اعتراض معظم الرسائل المتبادلة بين الحكومة اليابانية وسفاراتها في البلدان الأجنبية. كانت التقارير المشفرة عن طريق بوربل والصادرة من هيروشي أوشيما -السفير الياباني في برلين- مصدرًا رئيسًا للاستخبارات عن خطط المحور.:102
بعد نهاية الحرب العالمية الثانية، واصلت فينستين العمل في جهاز استخبارات الإشارات، وحين بدأت الحرب الباردة حاولت فك تشفير الرسائل المشفرة التي ترسلها الاستخبارات السوفييتية ومديرية الاستخبارات الرئيسية. حققت فينستين إنجازًا هامًا في المراحل المبكرة لمشروع فينونا، ما أتاح لواضعي الشفرات الأمريكيين ملاحظته عندما أعادوا استخدام مفتاح فك التشفير المفرد، لكنها استقالت من جهاز استخبارات الإشارات في عام 1947. بعد الاستقالة من تحليل الشفرات لصالح الحكومة، بدأت العمل في الكلية لجامعة جورج ميسن، حيث عملت بمنصب أستاذة في الرياضيات.

## حياتها الشخصية
تزوّجت جينفييف غروتجان الكيميائي هايمان فينستين في عام 1943، وأنجبا ابنًا اسمه إليس. توفيت جينفييف في عام 2006.

## أثرها
```
وُصف إنجاز فينستين في فك تشفير آلة بوربل في موسوعة النساء الأمريكيات في الحرب بأنه «واحد من أعظم الإنجازات في تاريخ أمريكا لفك الشفرات».
[
2
]
 أُدرجت بعد وفاتها في قاعة الشرف لوكالة الأمن القومي عام 2010، وخصّصت جائزة في علم التشفير في جامعة جورج ميسن تكريمًا لها.
```